# زنسيكا
زنسيكا(بالسلوفاكية:Žinčica) هو مشروب مصنوع من مصل حليب الغنم مشابه للكفير المستهلك في الغالب في سلوفاكيا وبولندا. يعتبر منتج ثانوي في عملية صنع جبن بريندزا.
يُخمر زنسيكا بواسطة بكتيريا حمض اللاكتيك التالية: بكتيريا ملبنة مجبنة وبكتيريا اكتوباكيللوس بلانتاروم وبكتيريا إيجابية الجرام وبكتيريا ليوكونوستوك ميسينترويدس.
يُقدم هذا المشروب تقليدياً في črpák، وهو فنجان خشبي مع مشهد ريفي منحوت في المقبض.
يُقدم برينزوفي غالوشكا عادةً مع  زنسيكا.
أصل الكلمة هو جنتيتا الروماني، الشراب الذي يُحمل بواسطة فلاش الرعاة بدلاً من الماء.